# Estado Novo (Portugal)
Estado Novo (portugisiskt uttal: [(ɨ)ʃˈtadu ˈnovu], "Nya staten"), eller Andra portugisiska republiken, var en auktoritär regim i Portugal som infördes 1933. Den skapades genom 28 maj-kuppen i Portugal 1926 och ersatte den demokratiska men väldigt instabila första portugisiska republiken. Regimen Estado Novo, vilken var starkt inspirerad av konservativa och auktoritära ideologier, utvecklades av António de Oliveira Salazar, som styrde Portugal från 1932 till 1968.
Pro-romersk-katolska Estado Novo motsatte sig kommunism, socialism, liberalism och antikolonialism, och förespråkade bevarandet av portugisiska besittningar. Under regimen behöll Portugal sitt gamla imperium, som totalt omfattade 2 168 071 kvadratkilometer. Regimen kritiserades hårt av internationella samfundet efter andra världskriget och avkoloniseringsprocessen, och dess hemliga polis motarbetade medborgarrätt och politisk frihet för att behålla makten, och undvika kommunistinfluenser och imperiets upplösning.
Portugal inträdde i FN 1955, och var med och bildade NATO (1949), OECD (1961), samt EFTA (1960). 1968 utsågs Marcelo Caetano till ny regeringschef. Den 25 april 1974 satte Nejlikerevolutionen i Lissabon, en kupp iscensatt av vänsterorienterade portugisiska militärofficerare – Movimento das Forças Armadas (MFA) – slut för Estado Novo. Man brukar räkna Estado Novo, samt Ditadura Nacional, som Andra portugisiska republiken. 

### Fotnoter
1. ↑  Portugal Não É Um País Pequeno Arkiverad 14 maj 2011 hämtat från the Wayback Machine.